# Giesel (Neuhof)
Giesel is een plaats in de Duitse gemeente Neuhof (bei Fulda), deelstaat Hessen, en telt 1062 inwoners (2007).